# فرهنگستان گنکور
فرهنگستان گنکور (Académie Goncourt) فرهنگستان ادبی است که در سال ۱۹۰۰ بنا به درخواست نویسنده و ناشر فرانسوی ادموند دو گنکور (۱۸۲۲–۱۸۹۶) در وصیت‌نامه‌اش در پاریس پایه‌گذاری شد. هدف او از این کار از یک سو، تقویت ادبیات فرانسه و از سوی دیگر نشان دادن مخالفتش با سیاست‌های فرهنگستان فرانسه بود.
اعضای فرهنگستان اصطلاحاً «ده» (Dix) نامیده می‌شوند؛ و اولین سه‌شنبه هر ماه به جز ماه اوت گردهمایی دارند. از سال ۱۹۱۴ اتاقی به نام سالن گنکور در طبقه دوم رستوان دروان (Drouant) به آن‌ها اختصاص داده شده‌است.
از سال ۱۹۰۳ در ماه دسامبر جایزه گنکور توسط ده عضو فرهنگستان به بهترین رمان داده می‌شود. اعضای این آکادمی را کسانی تشکیل می‌دهند که فارغ از ملیت خود، آثارشان را به زبان فرانسه نگاشته باشند. در سال ۱۹۹۶ ژورج سمپرن (Jorge Semprún) رمان‌نویس اسپانیایی> اولین نویسنده خارجی بود که به عضویت فرهنگستان پذیرفته شد.

## اعضای فعلی فرهنگستان
- ادموندشارل روو (Edmonde charles Roux) منتخب از سال ۱۹۸۳، ریاست فرهنگستان از فوریه ۲۰۰۲
- طاهر بن جلون منتخب از سال ۲۰۰۶ و جایگزین فرانسوا نوریسیه (François Nourissier) شد که در سال ۱۹۸۳ دبیرکل وبین سال‌های ۱۹۹۶ تا ۲۰۰۲ ریاست فرهنگستان را به عهده داشت و به دلیل بیماری کناره‌گیری کرد.
- پاتریک رمبو (Patrick Rambaud) منتخب از سال ۲۰۰۸، جایگزین دانیل بولانژه (Daniel Boulanger) شد که بعلت بیماری استعفا داد و در سال ۲۰۰۸ نابینا شد.
- روبر ساباتیه (Robert Sabatier) منتخب از سال ۱۹۷۱
- پیر آسولین (Pierre Assouline) منتخب از سال ۲۰۱۲، جایگزین فرانسوا مالت ژوریس (Françoise Mallet-Joris) شد که تقاضای عضویت افتخاری داده بود.
- دیدیه دکوان (Didier Decoin) منتخب از سال ۱۹۹۵ و در حال حاضر دبیرکل فرهنگستان، جایگزین ژان کایرول (Jean Cayrol)شد که به عضویت افتخاری فرهنگستان منصوب شد.
- فلیپ کلودل (Philippe Claudel) منتخب از سال ۲۰۱۱، جایگزین ژورج سمپران (Jorge Semprún) درگذشته شد.
- رژی دبره (Régis Debray) منتخب از سال ۲۰۱۱ و جایگزین میشل تورنیه (Michel Tournier)که تقاضای عصویت افتخاری داده بود.
- فرانسواز شاندرناگور (Françoise Chandernagor) منتخب از سال ۱۹۹۵
- برنار پیو (Bernard Pivot) منتخب از سال ۲۰۰۴